# Jois
Jois (ungerska: Nyulas)  är en ort och kommun i Österrike. Den ligger i distriktet Neusiedl am See i förbundslandet Burgenland, i den östra delen av landet, 40 km sydost om huvudstaden Wien.